# Câmera de ação

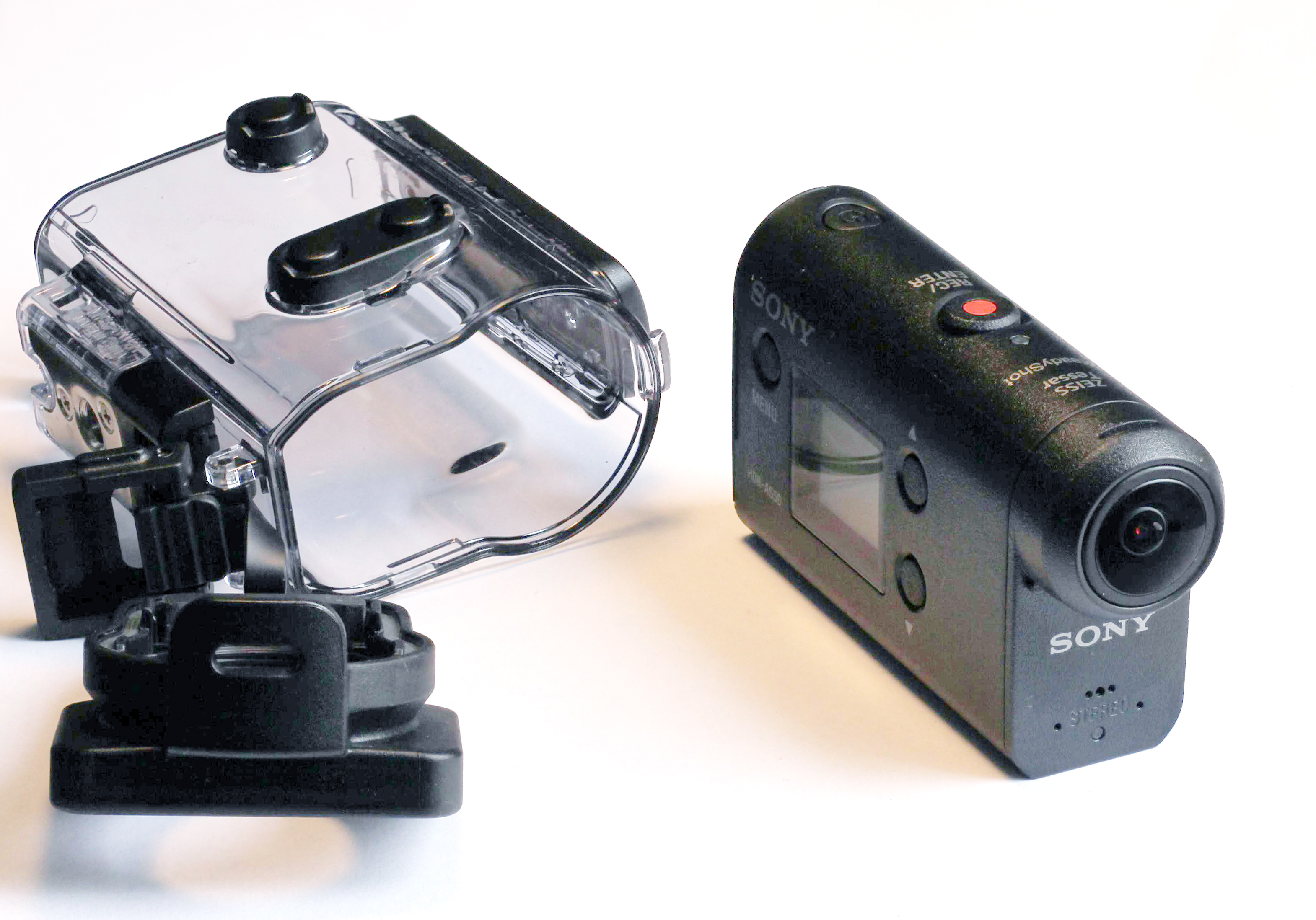
Uma câmera de ação com caixa subaquática

Uma câmara de ação ou câmara de desporto é uma câmara digital concebida para gravar a ação enquanto se está imerso nela. As câmaras de ação são normalmente compactas e robustas, e à prova de água. Utilizam normalmente CMOS image sensors, e podem tirar fotografias em movimento rápido e em modo burst, bem como gravar vídeo de alta definição (a partir de 2019, as câmaras de ação de gama média e alta podem gravar vídeo com 4K e 60 fps). A gravação de vídeo em câmara lenta a 120 ou 240 fps é também uma caraterística comum.

## Descrição
Esta câmara é normalmente usada ou montada de forma a poder ser filmada do ponto de vista do protagonista da ação. Exemplos de locais comuns para montar uma câmara de ação são num chapéu ou capacete, no peito ou no guiador de uma bicicleta ou veículo semelhante. Também podem ser montadas num tripé ou monopé para utilização portátil. As câmaras de ação são normalmente concebidas de modo a exigirem uma interação mínima após o início da gravação, permitindo a captação contínua da ação sem que seja necessário interagir com a câmara. Uma câmara de ação típica grava para um cartão micro SD e tem um conetor Micro-USB ou USB-C.
As câmaras de ação estão associadas a desportos ao ar livre e, muitas vezes ligadas a capacetes, pranchas de surf ou guiadores, são parte integrante de muitos desportos radicais, como o base jumping e o wingsuit. Por vezes, utilizam várias câmaras para captar perspectivas específicas, como uma câmara de capacete que vê a perspetiva do executante em combinação com uma segunda câmara ligada ao ambiente do executante, como uma prancha, asa, guiador ou pulso, que olha para o executante e regista as suas reacções.
As câmaras de ação estão geralmente associadas às câmaras da marca GoPro. Muitas câmaras de ação de outras marcas vêm com um adaptador de montagem GoPro para tirar partido dos acessórios disponíveis para estas câmaras. No entanto, existem muitas alternativas à GoPro que têm vindo a entrar no mercado das câmaras de ação nos últimos tempos.
Em 2014, as vendas mundiais de câmaras de ação aumentaram 44% em relação ao ano anterior e metade delas têm a capacidade de filmar em Ultra Alta Definição com uma resolução de 4K. As vendas de câmaras de ação ultrapassaram as câmaras de vídeo tradicionais e as câmaras compactas e prevê-se que, em 2019, as vendas de câmaras de ação ultrapassem todos os tipos de câmaras devido ao declínio ou à estabilização das vendas de outros tipos de câmaras.
Até 2021, espera-se que a categoria Ultra HD do mercado das câmaras de ação atinja os 3,3 mil milhões de dólares. Entretanto, a categoria Full HD deverá atingir 2,2 mil milhões de dólares, com a indústria da vigilância/segurança a impulsionar o crescimento.
Em 2018, a Sony lançou uma câmara à prova de água e de choque com um sensor de 1” num corpo de tamanho semelhante ao de uma câmara de ação. No entanto, a Sony não a comercializa como uma câmara de ação, mas sim como uma câmara de vídeo profissional com a capacidade de filmar até 15 câmaras ao mesmo tempo.
Além da linha GoPro, outros modelos de câmara de ação são:
- Sony HDR-AS10, HDR-AS15 e HDR-AS30V[6][7]
- Garmin VIRB[8]
- Panasonic HX-A500E[9]
- Toshiba Camileo X-Sports[10]
- Polaroid Cube[11]
- TomTom Bandit[12]
- Xiaomi YiCamera[13]
- Ricoh WG-M1